# 全米脚本家組合
全米脚本家組合（ぜんべいきゃくほんかくみあい、英: Writers Guild of America）は、アメリカ合衆国に存在する、以下2つの労働組合の総称である。
- 東部全米脚本家組合(en)（Writers Guild of America, East、略称:WGAE） - ニューヨークを拠点とする映画・テレビ脚本家の組合。
- 西部全米脚本家組合(en)（Writers Guild of America, West、略称:WGAW） - ハリウッド及び南カリフォルニアを拠点とする映画・テレビ脚本家の組合。

両組合は基本的に独立しているが、以下のように共同で活動したり、ルールを共有する場合もある。
- 全米脚本家組合賞 - 年に一度合同で開催。
- 全米脚本家組合の脚本家クレジットシステム(en) - 脚本家クレジットをどのように記載するかを決める。
- 全米脚本家組合の脚本登録サービス(en) - 脚本が何時、誰によって書かれたかを証明するオンラインサービス。
- 国際脚本家連盟(en)（International Affiliation of Writers Guilds、略称:IAWG） - 両組合が参加。

## ストライキ
東部及び西部全米脚本家組合は、これまでに何度か契約改善のために一斉ストライキを行っている。
- 2023年 全米脚本家組合ストライキ(en)
- 2007年-2008年全米脚本家組合ストライキ
  - 2007年-2008年全米脚本家組合ストライキによるテレビ番組への影響(en) - ストライキの影響を受けたテレビ番組の一覧である。
- 1988 全米脚本家組合ストライキ(en)
- 1985 全米脚本家組合ストライキ
- 1981 全米脚本家組合ストライキ
- 1960 全米脚本家組合ストライキ(en)